# Tom Driberg
Thomas Edward Neil Driberg, baron Bradwell (22 mai 1905 - 12 août 1976), est un journaliste, homme politique et ecclésiastique anglican de haut rang britannique.
Il est membre du député entre 1942 et 1955, puis de 1959 à 1974. Membre du Parti communiste de Grande-Bretagne pendant plus de vingt ans, il est élu au Parlement en tant qu'indépendant et rejoint le Parti travailliste en 1945.
Il n'a jamais occupé de poste ministériel, mais a gravi les échelons du Parti travailliste et est une figure populaire et influente de la politique de gauche pendant de nombreuses années.

## Biographie
Fils d'un officier colonial à la retraite, Driberg commence ses études dans un collège privée de Lancing puis dans le collège de Christ Church. Il quitte l'université sans obtenir de diplôme, puis s'illustre en tant que poète avant de trouver un travail de chroniqueur au Daily Express. En 1933, il crée dans ce quotidien la rubrique "William Hickey", dont il assure l'écriture jusqu'en 1943. Plus tard, il devient chroniqueur régulier pour divers journaux de gauche, dont le Reynold's News, qui appartient au Co-operative Group. Il écrit plusieurs ouvrages, dont les biographies de l'homme d'affaires canadien Max Aitken et de l'espion soviétique Guy Burgess. Il prend sa retraite de la Chambre des communes en 1974, après quoi il est élevé au rang de Baron Bradwell de Bradwell-on-Sea.
Tom Driberg n'a jamais caché son homosexualité, qu'il a pratiquée toute sa vie bien que cela ait constitué un délit en Grande-Bretagne jusqu'en 1967 ; sa capacité à éviter les conséquences de ce comportement risqué et souvent provocateur a beaucoup déconcerté ses amis et collègues. Toujours à la recherche d'expériences hors du commun, Driberg s'est lié d'amitié avec l'occultiste Aleister Crowley et les jumeaux Kray, ce qui ne l'empêchait pas de faire preuve d'une dévotion inébranlable pour l'anglo-catholicisme. 
Après sa mort, des allégations sont publiées sur son rôle pendant de nombreuses années en tant qu'informateur du MI5, agent du KGB, ou les deux. La nature et l'étendue de son implication dans l'espionnage restent mal connues. Il a aussi été dénoncé comme pédophile.